# Halloy (Paso de Calais)
 Halloy  es una población y comuna francesa, situada en la región de Norte-Paso de Calais, departamento de Paso de Calais, en el distrito de Arras y cantón de Pas-en-Artois.

## Demografía
| 298 | 286 | 259 | 250 | 223 | 209 |
| Para los censos de 1962 a 1999 la población legal corresponde a la población sin duplicidades (Fuente: INSEE [Consultar]) |     |     |     |     |     |